# Vrij Christelijk-Historischen
De Vrij Christelijk-Historischen vormden na de Tweede Wereldoorlog korte tijd een politieke groepering en gingen in 1946 op in de Protestantse Unie.
Tijdens de Duitse bezetting van Nederland vonden er gesprekken plaats tussen partijleiders van de Anti-Revolutionaire Partij (ARP) en de Christelijk-Historische Unie (CHU) over de toekomstige relatie tussen de twee partijen. Deze toenadering stuitte op fel verzet van een aantal CHU-prominenten, de "groep van 49." Onder hen bevonden zich ook enkele Tweede Kamerleden, zoals Jan Machiel Krijger en Aart van Rhijn. De "groep van 49" vreesde dat door een toenadering tot de ARP het uiteindelijk tot een eventuele fusie met die partij zou komen en er van de CHU-idealen weinig meer zou overblijven. Daarnaast waren er binnen de "groep van 49" een aantal personen die aanhangers van de Doorbraakgedachte waren. Tijdens een buitengewone algemene vergadering van de CHU op 27 februari 1946 werd de federatieve samenwerking met de ARP weliswaar afgezwakt, maar de leden spraken zich in meerderheid wel uit voor het handhaven van de nauwe contacten met de ARP. Dit alles leidde uiteindelijk tot het uittreden van een aantal van de "groep van 49". Een aantal van hen sloot zich aan bij de PvdA (waaronder Aart van Rhijn), maar de belangrijkste onder hen vormden onder leiding van Jan Machiel Krijger de 'Vrij Christelijk-Historischen' (maart 1946).
De Vrij Christelijk-Historischen streefden een theocratiseren van de Nederlandse samenleving na. Zij lieten zich hierbij inspireren door de ideeën van dr. Philippus Jacobus Hoedemaker (1839-1910), die een "staat met den Bijbel" nastreefde. Omdat Krijger na zijn uittreden uit de CHU zijn Kamerzetel niet had opgegeven, waren de Vrij Christelijk-Historischen in zijn persoon korte tijd vertegenwoordigd in de Tweede Kamer (tot 4 juni 1946).
Opvallend is de toenadering die Krijger zocht met de Hervormd-Gereformeerde Staatspartij (HGSP). Voor de oorlog was Krijger een fel bestrijder van de HGSP, maar na de oorlog was hij zich milder gaan opstellen tegenover de HGSP. Vanaf 14 maart 1946, dus enkele dagen na de totstandkoming van de Vrij Christelijk-Historischen, begonnen de verkennende gesprekken met de HGSP, welke uiteindelijk resulteerden in de oprichting van de Protestantse Unie (PU), een samenwerkingsverband tussen de beide politieke groepen, die besloot mee te doen aan de Tweede Kamerverkiezingen van 1946 met Krijger als lijsttrekker. Bij deze verkiezingen behaalde de PU 0,7% van de stemmen, onvoldoende voor een zetel in de Tweede Kamer. Na de verkiezingen werd besloten om de federatieve structuur van de PU op te heffen waarna de Vrij Christelijk-Historischen en de HGSP als het ware in de PU opgingen.